# Roberto Leopardi
Roberto Rafael Leopardi (19 lipca 1933) – piłkarz urugwajski, pomocnik.
Jako gracz Club Nacional de Football był w kadrze reprezentacji Urugwaju podczas finałów mistrzostw świata w 1954 roku. Urugwaj zajął wtedy 4. miejsce, jednak Leopardi nie wystąpił w żadnym z meczów.
Wciąż jako piłkarz klubu Nacional wziął udział w dwóch turniejach Copa América. W turnieju Copa América 1955 zagrał w meczu z Ekwadorem (zmienił w drugiej połowie Omara Tejerę), a następnie w przegranym aż 1:6 meczu z Argentyną. Urugwaj zajął 4. miejsce - za Argentyną, Chile i Peru. W Copa América 1956 zagrał tylko w jednym meczu - z Paragwajem. Wraz z reprezentacją zdobył wtedy mistrzostwo Ameryki Południowej.
Będąc piłkarzem wenezuelskiego klubu Galicia Caracas zagrał w Copa Libertadores 1965 przeciwko klubowi CA Peñarol. Ponieważ nie został uprzednio zgłoszony przez klub do tych rozgrywek, przyznano walkower dla Peñarolu, gdyż Galicia wystawiła nieuprawnionego gracza.